# Віла-Сека (Кондейша-а-Нова)
Віла-Сека (порт. Vila Seca; МФА: [ˈvi.ɫɐ ˈse.kɐ]) — парафія в Португалії, у муніципалітеті Кондейша-а-Нова. Розташована в західній частині країни, на теренах історичної португальської провінції Бейра. Входить до складу округу Коїмбра. За адміністративним поділом, чинним до 1976 року, терени парафії були складовою провінції Берегова Бейра. Належить до Коїмбрської діоцезії Католицької церкви. Патрон — святий Петро. Площа — 12,5023 км². Населення — 876 ос. (2011). Слабо урбанізований регіон. Густота населення — 70,07 осіб/км²
. Код — 060409.

## Населення
| Кількість мешканців | Кількість мешканців | Кількість мешканців | Кількість мешканців | Кількість мешканців | Кількість мешканців | Кількість мешканців | Кількість мешканців | Кількість мешканців | Кількість мешканців | Кількість мешканців | Кількість мешканців | Кількість мешканців | Кількість мешканців | Кількість мешканців |
| ------------------- | ------------------- | ------------------- | ------------------- | ------------------- | ------------------- | ------------------- | ------------------- | ------------------- | ------------------- | ------------------- | ------------------- | ------------------- | ------------------- | ------------------- |
| 1864                | 1878                | 1890                | 1900                | 1911                | 1920                | 1930                | 1940                | 1950                | 1960                | 1970                | 1981                | 1991                | 2001                | 2011                |
| 1 209               | 1 455               | 1 492               | 1 421               | 1 673               | 1 596               | 1 398               | 1 391               | 1 370               | 1 273               | 1 286               | 1 125               | 987                 | 962                 | 876                 |